# Bratři Lví srdce
Bratři Lví srdce (švédsky Bröderna Lejonhjärta) je fantasy román psaný pro děti, který napsala švédská spisovatelka Astrid Lindgrenová. Kniha byla vydána na podzim roku 1973 a byla přeložena do 46 jazyků. Větší část dějové linie je netypicky pro tuhle věkovou kategorii prostoupena velmi temným stínem smrti a nemoci. Jsou zde ale samozřejmě také pozitivnější části, jako například platonická láska, věrnost, naděje, odvaha a taky pacifismus.

## Postavy
Hlavní postavy této knihy jsou dva bratři; starší Jonatán a mladší Karel. Svým rodným příjmením se jmenují Lvovi, ale v Nangijale jsou známí přednostně pod příjmením Lví srdce. Karlova přezdívka je Suchárek, poněvadž Jonatán má rád tuto typickou švédskou pochoutku. Ostatní postavy které zde vystupují jsou Žofie, Hubert, Jossi, Tengil a spoustu dalších vedlejších postav.

## Příběh
V Nangijale, zemi "ohníčků a pohádkových dnů", bratři prožijí svá dobrodružství. Spolu se svojí neporazitelnou skupinou povedou boj proti Tengilovi, který tu vládne s pomocí hrůzostrašné dračice Katly, která chrlí z pusy oheň.